# Assyrische Rijk

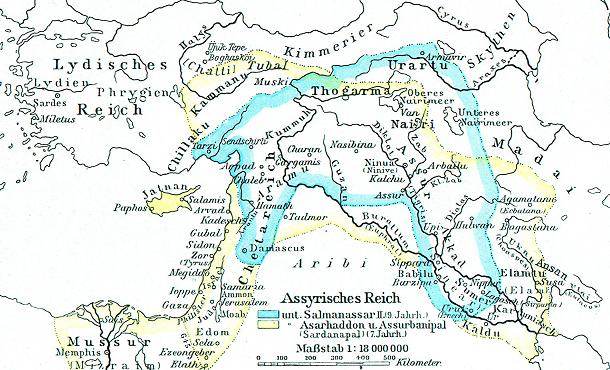
Het Assyrische Rijk (blauwe plus gele gebied, van Egypte tot in wat nu Turkije, Irak en Iran is inclusief Cyprus) op zijn hoogtepunt onder Assurbanipal (Aššur-bāni-apli) (669 – 627 v.Chr.).

Het Assyrische Rijk of kortweg Assyrië was een rijk dat bestond tussen 2000 v.Chr. en 609 v.Chr. De Assyriërs veroverden het Rijk vanuit hun kerngebied rond de stad Aššur (of Assoer) in Mesopotamië, hoewel Aššur niet altijd de hoofdstad geweest is. Onder Shamshi-adad I was het Šubad-Enlil en vanaf Sennacherib werd Ninive de hoofdstad. Op het hoogtepunt van hun macht besloeg het Assyrische Rijk Mesopotamië, de Levant en het Oude Egypte.
Daarnaast wordt met Assyrië ook wel het geografisch noordelijke deel van Mesopotamië aangeduid, waarbij dan het zuidelijk deel veelal als Babylonië wordt aangeduid.

## Geschiedenis van het rijk
Omstreeks 2500 v.Chr. vestigden de voorlopers van de Assyriërs zich aan de bovenloop van de Tigris. Het Assyrische volk is ontstaan uit een vermenging van de oorspronkelijke bevolking en Semitische immigranten.

### Vroege periode: het Oud-Assyrische Rijk
De eerste inscripties van Assyrische heersers die ook buiten de hoofdstad Aššur macht uitoefenden duiken na 2000 v.Chr. op. Assyrië was toen een verzameling van stadstaten en kleine Semitische koninkrijkjes. De stichting van de Assyrische monarchie wordt traditioneel aan Zulilu toegeschreven. Hij leefde naar men zei na Bel-kap-kapu (Bel-kapkapi of Belkabi, ca. 1900 v.Chr.), de voorvader van Salmanasser I.
De Assyriërs waren in de 19e eeuw de spil van het Mesopotamische handelsverkeer, en onder koning Shamshi-adad I breidden ze hun politiek-militaire macht verder uit.

### Vazalstatus
In 1756 v.Chr. werd Assyrië voor korte tijd ingelijfd bij het Oud-Babylonische Rijk door Hammurabi. Na diens dood verloren de Babyloniërs echter hun greep op noordelijker streken, waar vervolgens drie decennia lang een troonstrijd woedde. Aššur herstelde haar onafhankelijkheid, maar bereikte niet meer dezelfde macht van vóór Hammurabi. De koning van Assyrië werd in de 15e eeuw een vazalvorst van het Hurritische koninkrijk Mitanni.

### Onafhankelijkheid: het Midden-Assyrische Rijk

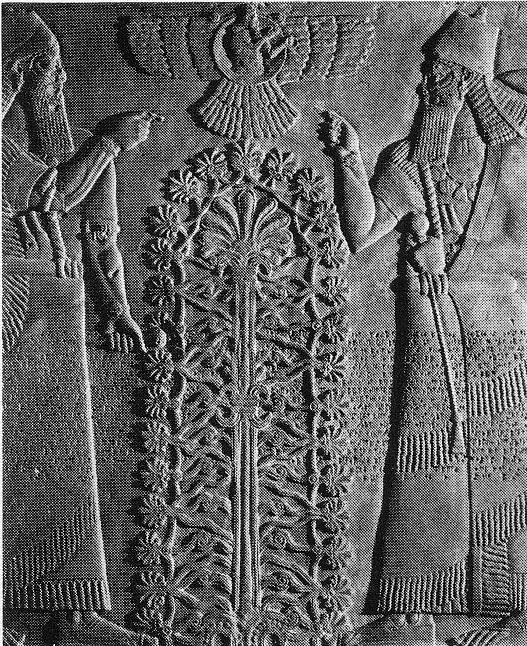
Levensboom van de Assyriërs met daarboven Ahuramazda

Rond 1350 slaagde Assur-uballit I erin zich aan de Hurritische heerschappij te ontworstelen en daarmee werd Assyrië opnieuw een machtsfactor van belang in het Nabije Oosten. Onder zijn opvolgers breidde het zijn macht over een aantal van zijn buren uit. Tukulti-Ninurta I slaagde er zelfs in Babylon gedurende een aantal jaren te bezetten. Dit contact zorgde ervoor dat de Assyriërs mede-erfgenamen werden van de oude cultuur van Sumer en Akkad. Samen met de Elamieten maakte het Assyrische Rijk rond 1158 voorgoed een einde aan de Kassieten van Karduniaš.
Anders dan vele andere rijken uit de Bronstijd bleef Assyrië in de tijd van de brandcatastrofe wel overeind en beleefde onder Tiglat-Pileser I in de vroege 11e eeuw zelfs een kortstondige bloeitijd, waarbij Babylonië werd veroverd. Daarna begonnen echter Aramese stammen, bijvoorbeeld de Chaldeeën, steeds meer uit het westen op te dringen en er bleef van het machtige rijk niet veel meer dan een stadstaat over.

### Hernieuwde groei van het rijk: het Nieuw-Assyrische Rijk
Rond 900 v.Chr. begon het rijk weer te groeien. De Akkadisch-sprekende stadstaat breidde geleidelijk zijn gezag uit over een platteland dat nu goeddeels Aramees sprak. Uiteindelijk zou echter de laatste taal wel zegevieren.
Er werden vervolgens vele succesvolle veldtochten ondernomen in landen ten noorden van Assyrië. Ook werden gebieden veroverd zoals Syrië, de heuvels in Georgië, Anatolië en gebieden grenzend aan de Middellandse Zee. De volgende krijgsheer veroverde Libanon. Bij een andere veldtocht volgden Medië en enige landen in het westen zoals Filistea, Elam en Syrië, en ook Babylonië werd verplicht om belastingen te betalen. Na de dood van Adad-nirari III maakte het rijk onder zijn drie zonen een tijd van zwakte door. Er waren opstanden en epidemieën en de generaals kregen veel te veel macht.
In 745 v.Chr. vonden belangrijke veranderingen plaats. Met Tiglat-Pileser III die de troon greep kwam er een krachtig bewind. Assyrië werd een centraal geleide staat: de strijdtroepen vormden één leger en alle beslissingen werden op één plaats genomen. De macht van de Hettieten en de Feniciërs werd ingeperkt. Campagnes naar Egypte vonden plaats en sommige waren succesvol. Ook gebieden aan de Perzische Golf, in de Levant en gebieden in zuidelijk Anatolië werden veroverd.
Hiermee werd een waar imperium geschapen dat vele volkeren omspande. De Assyriërs beseften goed dat een dergelijk rijk makkelijker veroverd dan bijeengehouden werd. Zij voerden daarom een bewuste politiek van deportaties in om opstanden te voorkomen en een zekere eenheid in het gigantische rijk te scheppen. De leidende klasse van een veroverd gebied werd doelbewust afgevoerd en elders gehuisvest, hun vroegere plaats in de nieuwe provincie werd ingenomen door Assyrische kolonisten. Wellicht onbedoeld leidde dit ook tot verspreiding van het Aramees en de ondergang van hun oorspronkelijke taal, het Akkadisch. Deze deportatiepolitiek is later vaak als 'wreed' afgeschilderd. Hoewel de Assyrische oorlogsvoering zeker hardvochtig te noemen was en tegenstanders die zich verweerden publiekelijk en met veel vertoon aan vreselijke straffen onderworpen werden, was de behandeling van gewillige onderdanen niet slecht. Dit gold ook als deze onderdanen van andere herkomst waren. Toch bleven er vazalvorsten in het rijk die op een kans wachtten het Assyrische juk af te werpen, vooral onder de Chaldeeën die nu de voornaamste politieke factor in Babylon vormden.

## Val
Er verschenen nieuwe volkeren op het toneel in het huidige Iran die een Indo-Europese taal spraken, de voorouders van de Meden en Perzen. Zij spanden samen met de Chaldeeuwse vorsten van Babylon. Door een oorlog in Edom en oorlogen tegen de Meden, de Scythen en de Babyloniërs kwam het rijk uiteindelijk in 612 v.Chr. ten val.

## Levensonderhoud
De bevolking leefde van landbouw. Ook de bergachtige streken werden door het aanleggen van irrigatiesystemen geschikt voor landbouw. De mensen hielden ook vee, zoals koeien, ganzen, eenden, kippen en schapen. In de Perzische Golf en rivieren werd vis gevangen.

## Politiek
De Assyriërs verplaatsten steeds hun hoofdstad, zodat ze niet zo lang hoefden te reizen tijdens hun veroveringstochten. Dit konden ze ook doen omdat ze erg rijk waren. Ze verplaatsten de volkeren die ze overwonnen hadden naar een ander gebied. Dit gebied werd weer ingevuld met andere volkeren. Dit verschijnsel is bekend omdat er geschriften over zijn gevonden.

## Assyriologie
Tussen 1761 en 1767 maakte Carsten Niebuhr, een Deense wiskundige, afschriften van inscripties in de omgeving van Persepolis (Iran), en schetsen van Ninive. Na hem ontdekte André Michaux, een Franse botanicus en verkenner, een grenssteen met een inscriptie nabij Bagdad en verkocht die aan de Franse Bibliothèque Nationale de Paris. Later volgden opgravingen die de basis legden van de Assyriologie, de wetenschap die de cultuur van het Assyrische rijk bestudeert.

## Musea met een Assyrische collectie
- Nationaal Archeologisch Museum, Bagdad
- Mosoel Museum, Mosoel
- British Museum, Londen
- Louvre, Parijs
- Pergamon Museum, Berlijn

## Tijdlijn

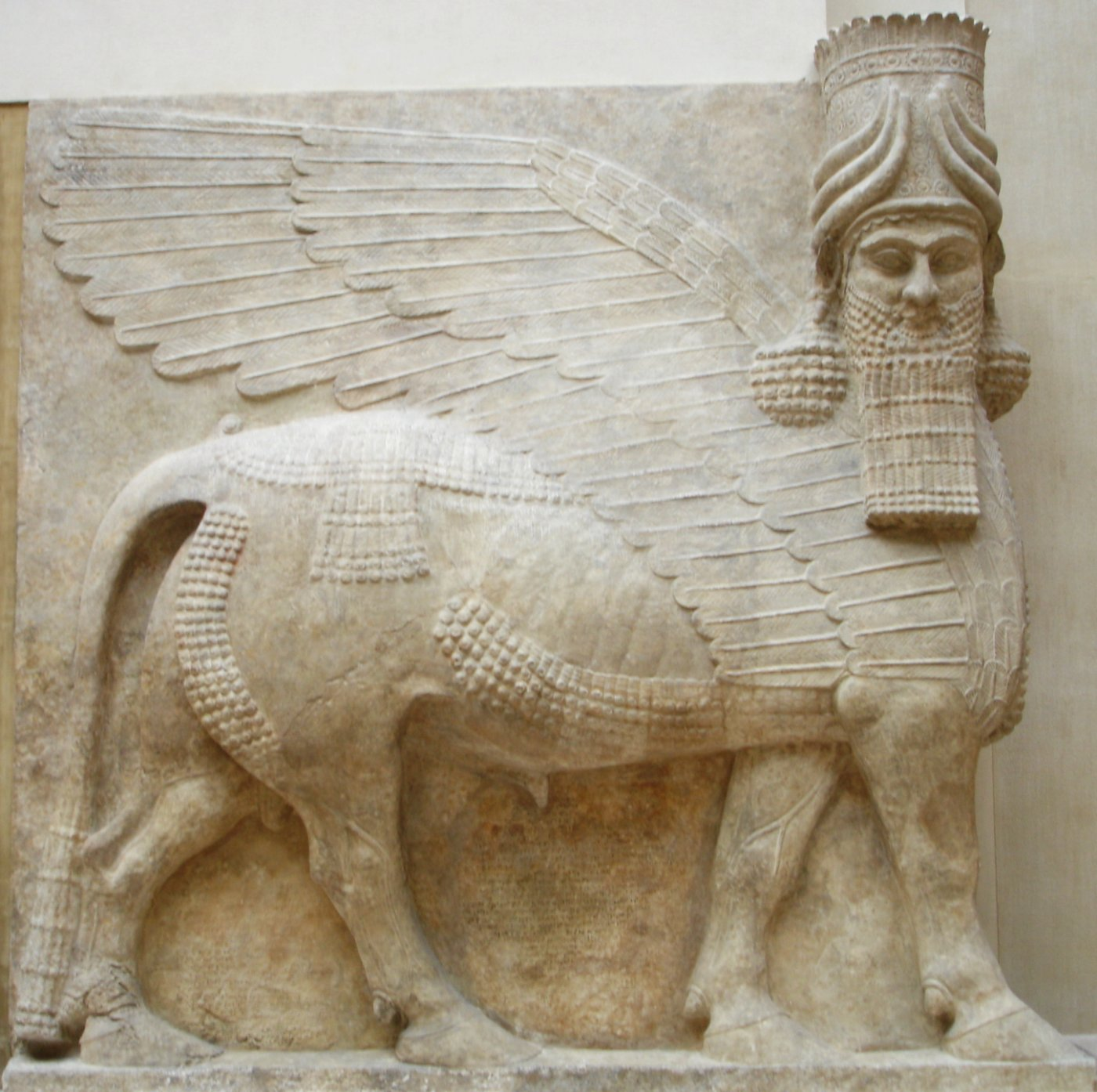
Gevleugelde stier met mensenhoofd: muurreliëf van het paleis van Sargon II

Oud-Assyrische periode, ca. 2000 v.Chr. tot 1756 v.Chr. 
- omstreeks 2000 v.Chr.: opkomst van Aššur, invallen van de Hettieten en overheersing door Naram-Sin van Eshnunna
- 1813 v.Chr. - 1775 v.Chr.: Shamshi-Adad I verovert Noord-Mesopotamië
- Isjmedagan: zoon van Shamshi-adad I: wordt verslagen door Rim-Sin van Larsa, maar is  later vazal van Hammurabi
- heerschappij van Rim-Sin van Larsa
- 1756 v.Chr. - 1750 v.Chr.: heerschappij van Hammurabi van Babylon
- 16e eeuw: vazalstaat van Mitanni, een Hurritische volksstam afkomstig uit de omgeving van het Vanmeer

Midden-Assyrische Rijk, 1375 v.Chr. - 1047 v.Chr.
- riba-adad maakt Assyrië onafhankelijk van de Mittani[bron?]
- 1364 v.Chr. - 1328 v.Chr.: Assur-uballit I
- 1280 v.Chr. - ? 1244 v.Chr.: Salmanasser I
- 1280 v.Chr.: Salmanasser I verovert het grootste deel van Mesopotamië
- 1253 v.Chr. - 1207 v.Chr.: Tukulti-Ninurta I
- rond 1200 v.Chr.: invasie van Arameeërs
- 1112 v.Chr. - 1074 v.Chr.: Tiglat-Pileser I
- 1100 v.Chr.: Tiglat-Pileser I breidt het rijk uit en heerst van de Middellandse Zee tot de Perzische Golf.
- 1074 v.Chr. - 883 v.Chr.: oorlog tegen de Arameeërs
- 1100 v.Chr. - 900 v.Chr.: De randstaten maken zich vrij en Assyrië raakt afgesneden van de Middellandse Zee.
- 903 v.Chr. - 889 v.Chr.: Adad-nirari II
- 900 v.Chr.: De Assyrische macht wordt hersteld en de Aramese staten worden onderworpen.

Nieuw-Assyrische Rijk, ongeveer 900 v.Chr. - 609 v.Chr.
- 883 v.Chr. - 859 v.Chr.: Assurnasirpal II
- 858 v.Chr. - 824 v.Chr.: Salmanasser III bezet Babylon en maakt de bondgenoten van Damascus, waaronder Israël, tot vazalstaten. Het rijk verliest na zijn dood de macht aan Babylon.
- 824 v.Chr. - 810 v.Chr.: Shamshi-Adad V
- 810 v.Chr. - 806 v.Chr.: Sammuramat regentes
- 806 v.Chr. - ? v.Chr.: Adad-nirari III
- 745 v.Chr. - 727 v.Chr.: Tiglat-Pileser III, redder van Assyrië, verovert voormalig rijksgebied, stichter van het Assyrische wereldrijk
- 727 v.Chr. - 721 v.Chr.: Salmanasser V, neemt na beleg Samaria in, 724 v.Chr. - 722 v.Chr.
- 721 v.Chr. - 705 v.Chr.: Sargon II
- 705 v.Chr. - 681 v.Chr.: Sanherib, strijd tegen Babylon, veldtocht tegen Egypte en Juda, 701 v.Chr.
- 681 v.Chr. - 669 v.Chr.: Esarhaddon, herbouw van Babylon, grootste omvang van het Assyrische Rijk
- 669 v.Chr. - 626 v.Chr.: Assurbanipal, opstand van onder andere Babylon, Egypte en Fenicië, vernietiging van Babylon
- 612 v.Chr.: de Meden, Babyloniërs en Perzen veroveren Aššur
- 626 v.Chr. - 609 v.Chr.: veldtochten tegen Assyrië en vernietiging van Assyrië door de Babyloniërs, Meden en Scythen